# Los tres Garrideb
Los tres Garrideb (título original: The Adventure of the Three Garridebs) es uno de los 56 relatos cortos sobre Sherlock Holmes escrito por Arthur Conan Doyle. Fue publicado originalmente en The Strand Magazine y posteriormente recogido en la colección El archivo de Sherlock Holmes.

## Argumento
"Pudo haber terminado en comedia o pudo haber terminado en tragedia." Watson recuerda la fecha de esta aventura, la segunda quincena del mes de junio de 1902, debido a que en ese mismo mes Holmes había 
Sherlock Holmes y el doctor Watson se ven sumidos en una divertida y casi trágica trama. En Estados Unidos ha fallecido un tal señor Garrideb, y ha legado su inmensa fortuna a las tres primeras personas que, apellidándose Garrideb como él, la reclamen. Los temores de Holmes se verán confirmados y, como en el caso de La liga de los pelirrojos, lo que parece una situación divertida y un tanto grotesca acabará encubriendo la peligrosa trama criminal del malvado Evan para fabricar billetes falsos.
Al final del relato, Watson hace una reflexión conmovedora: "Por primera y única vez, alcancé a vislumbrar un gran corazón además de un gran cerebro. Todos mis años de humilde pero determinado servicio culminaron en ese momento de revelación".